# Phragmatobia monticola
Phragmatobia monticola là một loài bướm đêm thuộc phân họ Arctiinae, họ Erebidae.